# Jovtneve, Dîkanka
Jovtneve (în ucraineană Жовтневе) este un sat în comuna Vodeana Balka din raionul Dîkanka, regiunea Poltava, Ucraina.